# La Fièvre (chanson)
Pour les articles homonymes, voir La Fièvre.
Singles de Julien Doré
Porto-Vecchio
(2017) Nous
(2020)
Clip vidéo
[vidéo] « La Fièvre », sur YouTube
La Fièvre est une chanson du chanteur français Julien Doré parue sur son cinquième album Aimée. Elle est sortie en tant que premier extrait de l'album le 25 juin 2020,.

## Clip vidéo
Le clip de la chanson, réalisé par Brice Van der Haegen et dont le scénario est écrit par Julien Doré, est sorti sur YouTube le 25 juin 2020. Il a été tourné dans les départements français du Gard et de l'Hérault.

## Crédits
Crédits adaptés de Tidal.
- Julien Doré : voix, chœurs, paroles, composition, producteur, claviers, programmation, interprète associé
- Tristan Salvati : producteur, claviers, guitare basse, guitare, ingénieur du son
- Antoine Gaillet : ingénieur de mixage et du mastering
- Baptiste Homo : percussion

## Liste de titres
| 1. | La Fièvre | 4:02 |

| A1. | La Fièvre              | 4:01 |
| B1. | La Fever (Uslef Remix) | 4:23 |

## Classements hebdomadaires
| Classement (2020)                       | Meilleure position |
| --------------------------------------- | ------------------ |
| Belgique (Wallonie Ultratop 50 Singles) | 7                  |
| Belgique (Wallonie Ultratop 50 Airplay) | 5                  |
| France (SNEP)                           | 73                 |
| France (SNEP Radio)                     | 15                 |
| France (SNEP Ventes)                    | 2                  |
| Suisse (Charts Romandie)                | 13                 |

## Historique de sortie
| Pays / Région | Date               | Format                    | Label    | Réf.  |
| ------------- | ------------------ | ------------------------- | -------- | ----- |
| Divers        | 25 et 26 juin 2020 | Téléchargement, streaming | Columbia | ,     |
| France        | 24 juillet 2020    | Maxi 45 tours             | Columbia | [ 4 ] |